# テーナイト
テーナイト (taenite) は鉱物の一種。化学組成は (Fe,Ni)。結晶系は等軸晶系。
隕石（鉄隕石）中に含まれ、Ni含有量の少ないカマサイトとともにウィドマンシュテッテン構造を構成する。